# 因瓜多納 (明尼蘇達州)
因瓜多納（英語：Inguadona）是位於美國明尼蘇達州卡斯縣因瓜多納鎮區的一個非建制地區。

## 地理
因瓜多納所處的海拔為高於海平面398米（即1306英呎），而該地所採用的時區為UTC-6，即北美中部時區（CST）。同時該地設有夏令時間，為UTC-6調快一小時，即UTC-5（CDT）。